# Dedo III. (Lausitz)

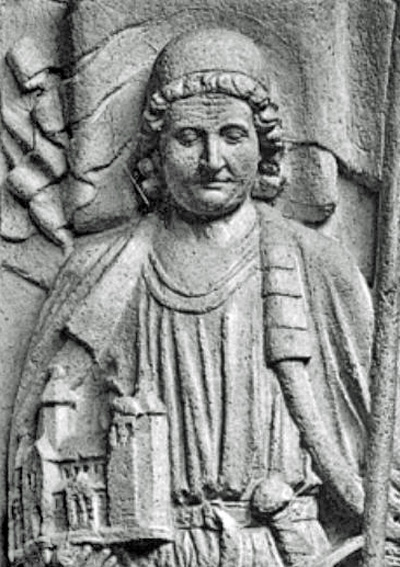
Relief Dedos auf seinem Grabmal

Markgraf Dedo III., genannt der Feiste oder auch der Fette (* vor 27. Februar 1142; † 16. August 1190), war, als Dedo V., Graf von Wettin, ab 1144 Herr auf der Burg Groitzsch, ab 1156/57 Graf von Groitzsch und Herr von Rochlitz und ab 1185/86 Markgraf der Lausitz.

## Leben
Dedo wurde als dritter Sohn des Markgrafen Konrad von Meißen und der Luitgard, geb. von Elchingen († 1145), geboren. Seit 1144 übte er als Erbe der Grafen von Groitzsch Herrschaftsrechte in der Grafschaft Groitzsch aus. Als jüngerer Sohn des Markgrafen Konrad sowie Adoptivsohn seiner Tante Bertha, der Erbin von Groitzsch, erhielt er bei der Landesteilung von 1156 die Herrschaft Rochlitz mit der Vogtei über das Hochstift Naumburg.
Dedo nahm an zahlreichen Hoftagen und Heerfahrten des Kaisers Friedrich Barbarossas nach Italien teil. Vor Papst Alexander III. beschwor er 1177 für den Kaiser als Zeuge den Frieden von Venedig, der das Schisma beendete. Im meißnischen Erbfolgestreit von 1189 ergriffen er und sein Sohn Konrad Partei für Albrecht den Stolzen.
Dedo hielt sich häufig in Rochlitz auf und betrieb von hier aus ähnlich seinen Brüdern Otto und Dietrich eine intensive Rodungs- und Besiedlungspolitik. Wie diese in Altzelle und Dobrilugk stiftete er in seinem Herrschaftsbereich eine neue geistliche Einrichtung in Gestalt eines Augustiner-Chorherrenstifts in Zschillen (1168) (jetzt Wechselburg) als Grablege für seinen Familienzweig der sog. Dedoniden. Dort wurden er und seine Frau Mechthild sowie seine politisch bedeutsamen Söhne, Graf Dietrich von Groitzsch und Markgraf Konrad von der Ostmark / Lausitz, auch beerdigt. Dedo arbeitete politisch eng mit seinem Verwandten, dem Erzbischof Wichmann von Magdeburg, zusammen. Beide weilten im Sommer 1171 zu Verhandlungen mit dem Böhmenkönig Vladislav II. in Prag. Gemeinsam kämpften sie gegen Herzog Heinrich den Löwen. Im Jahre 1187 erschien er als Fürsprecher des Klosters Zschillenr Bischofs Heinrich in dessen Rechtsstreit mit Herzog Friedrich von Böhmen vor dem Kaiser.
Nach dem Tod seines Bruders Dietrich 1185, der sich „Markgraf der Ostmark / Lausitz“ nannte, erhielt Dedo die gleichnamige Markgrafschaft gegen Zahlung von 4.000 Mark Silber von Kaiser Friedrich I. zum Lehen.

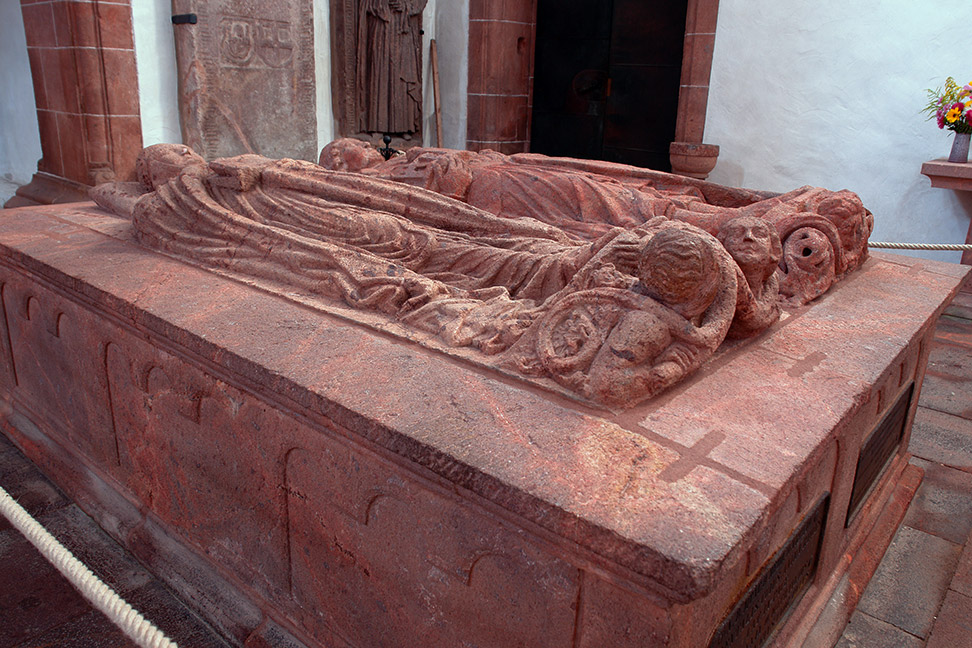
Das Grabmal Dedos in der Basilika des Klosters Wechselburg, an seiner rechten Seite seine Frau Mechthild

Dedo starb am 16. August 1190 an den Folgen einer misslungenen Operation, bei welcher er sich für eine Teilnahme am Romzug sowie am Feldzug gegen das Königreich Sizilien mit König Heinrich VI. Fett aus dem Leibe hatte schneiden lassen.

## Nachkommen
Dedo war mit Mechthilde von Heinsberg († 20. Januar 1190) verheiratet und hatte aus dieser Ehe sechs Kinder:
- Dietrich (* vor 13. September 1159; † 13. Juni 1207), Graf von Sommerschenburg und Groitzsch sowie dann Propst zu Magdeburg; verheiratet mit Jutta, Tochter des Landgrafen von Thüringen Ludwigs III. und Margarethe von Kleve
- Philipp (* vor 13. September 1159)[2], Propst zu Xanten (1182–1190)
- Konrad II. (* um 1160; † 6. Mai 1210), Markgraf der Lausitz
- Heinrich († 1174)
- Goswin († 1174)
- Agnes (* um 1160/65; † 24./26. März 1195), verheiratet mit Berthold IV. von Andechs-Meranien

Über seine Tochter Agnes war Dedo Großvater der heiligen Hedwig von Andechs, ferner über die Schwester der hl. Hedwig, Gertrud von Andechs, Urgroßvater der heiligen Elisabeth von Thüringen.